# Ванча, Залан
За́лан Ва́нча (венг. Zalán Vancsa; родился 27 октября 2004, Будапешт) — венгерский футболист, вингер бельгийского клуба «Ломмел» и сборной Венгрии.

## Клубная карьера
Футбольную карьеру начал в академии «Ференцвароша». С 2015 по 2019 год выступал за молодёжную команду МТК из Будапешта. В 2019 году присоединился к молодёжной команде «Вашаша», но год спустя вернулся в МТК. 24 апреля 2021 года дебютировал в основном составе МТК в матче чемпионата Венгрии против «Уйпешта». 22 августа 2021 года забил свой первый гол за МТК в матче против «Уйпешта», став самым молодым автором гола в истории клуба.
В 2022 году перешел в «Ломмел», подписав пятилетний контракт.

## Карьера в сборной
Выступал за сборную Венгрии до 16, 14, 21 лет. 
7 июня 2022 года дебютировал за основную сборную Венгрии в матче против сборной Италии в рамках Лиги наций, сыграв 3 минуты в матче. 